# Freccia Vallone femminile 2016
La Freccia Vallone femminile 2016, diciannovesima edizione della corsa e valida come sesta prova dell'UCI Women's World Tour 2016, si svolse il 20 aprile 2016 su un percorso di 137 km, con partenza da Huy e arrivo al Muro di Huy, in Belgio. La vittoria fu appannaggio dell'olandese Anna van der Breggen, la quale completò il percorso in 3h50'36", alla media di 35,646 km/h, precedendo le statunitensi Evelyn Stevens e Megan Guarnier.
Sul traguardo del muro di Huy 118 cicliste, su 147 partite da Huy, portarono a termine la competizione.

## Percorso
L'edizione 2016, vide un percorso diverso da quello dell'edizione precedente: tra le differenze più significative vi fu la presenza di un doppio passaggio sulla Côte de Solières.

### Muri
| Numero | Nome             | Chilometro | Lunghezza (m) | Pendenza media (%) |
| ------ | ---------------- | ---------- | ------------- | ------------------ |
| 1      | Côte d'Ereffe    | 11,5       | 2100          | 5                  |
| 2      | Côte de Bellaire | 31         | 1000          | 6,3                |
| 3      | Côte de Bohissau | 38         | 1300          | 7,6                |
| 4      | Côte de Solières | 51         | 4300          | 4                  |
| 5      | Muro di Huy      | 65         | 1300          | 9,6                |
| 6      | Côte d'Ereffe    | 78         | 2100          | 5                  |
| 7      | Côte de Bellaire | 97         | 1000          | 6,3                |
| 8      | Côte de Bohissau | 104,8      | 1300          | 7,6                |
| 9      | Côte de Solières | 117        | 4300          | 4                  |
| 10     | Côte de Cherave  | 131        | 1300          | 8,1                |
| 11     | Muro di Huy      | 137        | 1300          | 9,6                |

## Squadre e corridori partecipanti
| N.      | Cod. | Squadra                          |
| ------- | ---- | -------------------------------- |
| 1-6     | RBW  | Rabo-Liv Women Cycling Team      |
| 11-16   | OGE  | Orica-AIS                        |
| 21-26   | DLT  | Boels-Dolmans Cycling Team       |
| 31-36   | CBT  | Cervélo-Bigla Pro Cycling Team   |
| 41-46   | LPR  | Canyon-SRAM Racing               |
| 51-56   | WHT  | Wiggle-High5                     |
| 61-66   | PHV  | Parkhotel Valkenburg Continental |
| 72-79   | TLP  | Team Liv-Plantur                 |
| 81-86   | SEF  | Servetto-Footon                  |
| 91-98   | CPC  | Cylance Pro Cycling              |
| 101-106 | HPU  | Hitec Products                   |
| 111-116 | ALE  | ALÉ-Cipollini                    |
| 121-126 | FUT  | Poitou-Charentes.Futuroscope.86  |

| N.      | Cod. | Squadra                   |
| ------- | ---- | ------------------------- |
| 131-136 | BTC  | BTC City Ljubljana        |
| 141-146 | LBL  | Lotto-Soudal Ladies       |
| 151-156 | ASA  | Astana Women's Team       |
| 161-166 | BPK  | BePink                    |
| 171-176 | LWW  | Lares-Waowdeals Women     |
| 181-186 | LZE  | Lensworld-Zannata-Etixx   |
| 191-196 | AUS  | Selezione australiana     |
| 201-206 | ISG  | Inpa-Bianchi              |
| 211-216 | FRA  | Selezione francese        |
| 221-226 | BPD  | Bizkaia-Durango           |
| 231-236 | VLL  | Topsport Vlaanderen-Etixx |
| 241-246 | LTK  | Lointek                   |

## Resoconto degli eventi
Dopo una decina di chilometri, si formò una fuga di sette atlete: Emilia Fahlin, Lex Albrecht, Ann-Sophie Duyck, Jessica Allen, Cecilie Gotaas Johnsen, Sheyla Gutiérrez e Katia Ragusa. Nel gruppo si verificò una caduta, che causò il ritiro di Amber Neben e Saartje Vandenbroucke. Al primo passaggio sulla Côte de Bohissau, il vantaggio delle fuggitive fu di 9'15". Al secondo passaggio sulla Côte d'Ereffe la Rabo-Liv cominciò l'inseguimento e la fuga venne ripresa intorno al chilometro cento, prima del secondo passaggio sulla Côte de Bohissau; qui avvenne una forte selezione. Successivamente, sulla Côte de Solières Carmen Small attaccò e prese in testa la Côte de Cherave. Anna van der Breggen, Katarzyna Niewiadoma, Evelyn Stevens, Megan Guarnier, Elisa Longo Borghini, Alena Amjaljusik e Katrin Garfoot, iniziarono l'inseguimento alla Small; Evelyn Stevens fu la prima ad accelerare, ma venne ripresa, insieme alla Small. Sul muro conclusivo la van der Breggen attaccò tre volte e per tre volte la Stevens riuscì a tornare in scia. Il quarto affondo dell'olandese risultò decisivo ed il vantaggio accumulato le permise di vincere per la seconda volta consecutiva la Freccia Vallone. Evelyn Stevens e Megan Guarnier completarono il podio.

## Ordine d'arrivo (Top 10)
| Pos. | Corridore            | Squadra       | Tempo    |
| ---- | -------------------- | ------------- | -------- |
| 1    | Anna van der Breggen | Rabo-Liv      | 3h50'36" |
| 2    | Evelyn Stevens       | Boels-Dolmans | a 8"     |
| 3    | Megan Guarnier       | Boels-Dolmans | a 22"    |
| 4    | Katarzyna Niewiadoma | Rabo-Liv      | a 23"    |
| 5    | Elisa Longo Borghini | Wiggle-High5  | a 25"    |
| 6    | Alena Amjaljusik     | Canyon-SRAM   | a 38"    |
| 7    | Emma Johansson       | Wiggle-High5  | a 43"    |
| 8    | Katrin Garfoot       | Orica-AIS     | a 45"    |
| 9    | Marianne Vos         | Rabo-Liv      | a 48"    |
| 10   | Jolanda Neff         | Servetto      | s.t.     |